# Хесус, Грегория де
Грегория Альварес де Хесус, известная как Алинг Орианг (исп. Gregoria de Jesús; 9 мая 1875, Калоокан — 1943, Манила) — филиппинская революционерка, активистка борьбы за независимость Филиппин от испанского колониального режима, автобиограф, политический деятель, националистка. Первая леди Филиппин в 1896—1897 годах. Национальный герой Филиппин.

## Биография
Дочь плотника. Начала революционную деятельность в возрасте 18 лет. Перенесла бесчисленные лишения при выполнении опасных задач, которые могли выполнить только женщины, незамеченные полицией. Руководители Филиппинской революции восхищенно говорили о её необычайной смелости, бдительности, которая спасла её от арестов.
Вторая жена Андреса Бонифасио, одного из главных деятелей Филиппинской революции, будущего президента Тагалогской республики.
Была основателем и вице-президентом женского крыла Катипунана, филиппинской радикальной антиколониальной организации, основанной в 1892 году с целью освобождения страны от владычества испанцев. Сыграла фундаментальную роль в Катипунане, хранила большое количество секретных документов организации. Первый вице-президент филиппинского революционного правительства (с 1896 по 1897).
Отличилась своим участием в Филиппинской революции. После смерти мужа ушла из политики.
Умерла во время японской оккупации Филиппин.